# Aeroportul Fukui
Aeroportul Fukui (IATA: FKJ, ICAO: RJNF) este un aeroport din Sakai, Prefectura Fukui, Japonia. Aeroportul a fost tranzitat în 2021 de 0 pasageri. A fost deschis în 1966.
Situat la o altitudine de 5 m, aeroportul dispune de o singură pistă. Este operat de Prefectura Fukui.